# Список правителей Галисии

Герб Галисии

Королевство Галисия появилось после того, как Альфонсо III Великий разделил своё королевство между тремя сыновьями. Гарсии достался Леон, Фруэле — Астурия, а Ордоньо — Галисия. После смерти Гарсии I, не оставившего потомства, Ордоньо занял трон короля Леона под именем Ордоньо II, Галисия стала частью Леонского королевства. Позже королевство Галисия спорадически становилась независимым, но на недолгий промежуток времени.
В течение короткого промежутка времени португальские короли Фернанду I (1369—1373) и Афонсу V (1475—1479) называли себя королями Галисии (а также Леона и Кастилии). Официально, Галисия оставалась королевством до 1833 года, когда она была поделена на современные четыре провинции.

## Астуро-Леонская династия (династия Перес)
- Ордоньо II (исп.  и галис. Ordoño II) — 910—924. Также король Леона (914—924).
- Фруэла II (исп. Fruela II, галис. Froila II) — 924—925. Король Астурии с 910 года и Леона с 924.
- Альфонсо Фройлас (исп. Alfonso Froilaz, галис. Afonso Froilaz)* — 925—926. Сын Фруэла II.
- Санчо I Ордоньес (исп.  и галис. Sancho Ordóñez) — 926—929. Сын Ордоньо II.
- Рамиро Великий (исп. Ramiro el Grande, галис. Ramiro o Grande) — 929—951. Король Леона с 931 года.
- Ордоньо III (исп.  и галис. Ordoño III) — 951—956.
- Санчо Толстый (исп. Sancho el Craso, галис. Sancho o Craso) — 956—958.
- Ордоньо IV Злой (исп. Ordoño IV el Malo, галис. Ordoño IV o Malo) — 958—960.
- Санчо Толстый — (2-й раз) 960—966.
- Рамиро III (исп.  и галис. Ramiro III) — 966—984.
- Бермудо II Подагрик (исп. Bermudo II el Gotoso, галис. Bermudo II o Gotoso) — 982—999. Король Леона с 985 года.
- Альфонсо V Благородный (исп. Alfonso V el Noble, галис. Afonso V o Nobre) — 999—1028.
- Бермудо III (исп.  и галис. Bermudo III) — 1028—1037.

* Не учитывается в нумерации, так как вскоре был свергнут детьми Ордоньо II и имя его было забыто

## Наваррская династия
- Гарсия I Галисийский (исп. García I Galicia) — 1065—1071).
- Санчо II Сильный (исп. Sancho II el Fuerte) — 1071—1072). Король Кастилии с 1065 года.
- Альфонсо VI Храбрый (исп. Alfonso VI de Castilla) — 1072—1096. Разделил Галисию между своими зятьями Раймундо Бургундским (Графство Галисийское) и Энрике Бургундским (Графство Портукаленсис — будущая Португалия).

## Бургундская династия
- Раймундо Бургундский (исп. Raimundo de Borgoña) — (1096—1107). Объявлен графом Галисии Альфонсом VI Кастильским.
- Альфонсо VII Император (исп. Alfonso VII el Emperador). Прежде чем стать королём Кастилии и Леона (1129), был сделан своей матерью королём Галисии в 1112 году. После его смерти титул короля Галисии перешёл его сыну королю Леона Фернандо II. Когда Леон вошёл в состав Кастильской короны (при Фернандо III), титул короля Галисии стал использоваться королями объединённого королевства вплоть до 1833 года.